# Venere (Lorenzo di Credi)
La Venere è un dipinto a olio su tela (151x69 cm) di Lorenzo di Credi, databile al 1493-1495 circa. Realizzata per la villa medicea di Cafaggiolo, l'opera d'arte è attualmente conservata nella Galleria degli Uffizi a Firenze.

## Storia
L'opera proviene dalla villa di Cafaggiolo, dove venne rinvenuta casualmente nel 1869. Da allora è concordemente attribuita a Lorenzo di Credi.
La superficie pittorica è sottilissima, il che fece pensare a Ridolfi e Jacobsen che si trattasse di un'opera incompiuta, priva delle verniciature dell'opera finita. Ne esiste un disegno preparatorio all'Albertina di Vienna (SR. 105).

## Descrizione e stile
Su uno sfondo scuro, che distingue solo il piano d'appoggio, si staglia statuaria una Venere, coperta appena da un sinuoso velo trasparente. La figura, intrisa di echi botticelliani, è costruita con un'attenzione alla linea di contorno, tipicamente fiorentina. Il corpo ancheggia verso sinistra con un braccio piegato che copre un seno e uno dritto che regge il velo all'altezza del pube. La postura è languidamente curva e la testa ruota verso destra, con un andamento a "S" che ricorda le raffinatezze del gotico.